# Pipiziella thapsiana
Pipiziella thapsiana là một loài ruồi trong họ Ruồi giả ong (Syrphidae). Loài này được Kassebeer miêu tả khoa học đầu tiên năm 1994. Pipiziella thapsiana phân bố ở vùng Cổ Bắc giới